# Chiesa di San Quinziano
La chiesa di San Quinziano, nota anche con il titolo di San Pietro di Sassa e, più recentemente, con quello di San Biagio, è un edificio religioso dell'Aquila, situato nel quarto di San Pietro. 
Deve la sua realizzazione agli abitanti del castello di Pile, che contribuirono così alla fondazione della città nel XIII secolo. Danneggiata dal terremoto del 2009, la chiesa è attualmente inagibile e in attesa di lavori di ristrutturazione e consolidamento.

## Storia
L'edificazione della chiesa viene fatta risalire, dall'Antonini, al periodo della seconda fondazione dell'Aquila, intorno al 1266; la storiografia classica, ed in particolare il Gavini, data invece la chiesa al XIV secolo, periodo in cui più verosimilmente l'edificio venne completata con l'edificazione della facciata quadrangolare, nello stile del romanico aquilano.
Venne presumibilmente ricostruita in seguito al terremoto dell'Aquila del 1461 e decorata, nel secolo successivo, per mano di Francesco da Montereale.
La chiesa subì poi gravissimi danni dal terremoto dell'Aquila del 1703, tanto che fu ordinata la parziale demolizione della facciata, in seguito ricostruita con lesene angolari e un coronamento moderno. Nel 1709 la chiesa ricevette il titolo dalla vicina chiesa di San Pietro di Sassa e, con esso, tutti i beni di quest'ultima, completamente distrutta dal sisma; l'anno successivo si poté dare inizio alla ricostruzione dell'edificio, concepito sempre ad aula unica ma con l'innesto di cupola e coro ma mai portato a termine.
Nuovi danni sono stati registrati in seguito al sisma del 2009, con collasso della cella campanaria e un principio di ribaltamento della facciata.

## Descrizione
La chiesa è posta su via Buccio da Ranallo, nel quarto di San Pietro, al confine con il quarto di San Giovanni. È rivolta verso nord-est, frontale alla facciata della chiesa di San Domenico.

### Esterno
Presenta una facciata quadrangolare in conci di pietra, d'origine trecentesca come evidenziato dal tipo di materiale e dalla disposizione alternata di pietre lunghe e strette. È suddivisa in due ordini mediante una sottile cornice marcapiano; l'ordine inferiore è ulteriormente suddiviso, mediante lesene, in tre settori di cui il centrale presenta il portale maggiore, copia pressoché identica di quello realizzato nel 1308 per la chiesa di Sant'Antonio fuori le mura. L'ordine superiore presenta una finestra circolare in asse con il portale e venne ricostruito in seguito al sisma del 1703. Per la conformazione della facciata, sono evidenti le similitudini con le coevi chiese di San Marciano e Santa Maria di Roio, oltre che della chiesa capoquarto di San Pietro a Coppito.
Alla destra della facciata vi è una massiccia struttura quadrangolare, superstite della chiesa duecentesca come intuibile dalla tipologia dell'apparecchio murario. In origine essa costituiva il basamento di una torre campanaria con terminazione a cuspide, mentre l'odierno campanile è invece a vela e di dimensioni assai ridotte.

### Interno
L'interno, seppur incompleto e nella sua estrema semplicità, risulta essere uno dei più interessanti ed estrosi nell'ambito dell'architettura religiosa aquilana. Si presenta ad aula unica, suddiviso però in due ambienti contrapposti  — la navata ed il presbiterio — di forma vagamente ellittica, l'uno disposto sull'asse longitudinale e l'altro sull'asse trasversale. Un raffinato gioco di paraste movimenta l'ambiente, creando anche quattro finte cappelle che si alternano con le finestre, secondo uno schema analogo a quello presente nella già citata chiesa di Santa Maria di Roio. Il vano è chiuso in altezza da un massiccio cornicione su cui poggia un soffitto ligneo d'ispirazione barocca.

### Annotazioni
1. ↑  Le vicende legate all'intitolazione della chiesa sono complesse. L'edificio nacque con il titolo di San Quinziano per volere dei castellani di Pile; divenne San Pietro nel 1709, dopo che l'omonima chiesa dei castellani di Sassa fu distrutta dal terremoto dell'Aquila del 1703. Infine, fu intitolata a San Biagio d'Amiterno nel 2008.

### Fonti
1. 1 2 3  Orlando Antonini, p. 110
2. 1 2   Regione Abruzzo, Chiesa di San Pietro di Sassa (già S. Quinziano) (PDF) [collegamento interrotto], su regione.abruzzo.it. URL consultato il 26 dicembre 2018.
3. 1 2  Orlando Antonini, p. 112
4. 1 2 3 4 5  Orlando Antonini, p. 111
5. ↑   Arcidiocesi dell'Aquila, San Quinziano, su culturaebeni.it. URL consultato il 26 dicembre 2018.
6. 1 2  Orlando Antonini, p. 114
7. 1 2  Orlando Antonini, p. 115